# Società Calcistica Caronnese
La Società Calcistica Caronnese S.S.D. a r.l. (comunemente nota come S.C. Caronnese o più semplicemente Caronnese) è una squadra di calcio italiana con sede nel comune di Caronno Pertusella, in provincia di Varese. 
Fondata nel 1932 come Unione Sportiva Caronnese, nel 2005 si è tramutata in associazione sportiva dilettantistica. Nel 2009 si è fusa con il Gruppo Sportivo Salus et Virtus Turate Associazione Sportiva Dilettantistica (fondato nel 1927 nel comune limitrofo), diventando dapprima Insubria CaronneseTurate, poi Insubria Caronnese e tornando infine al solo nome Caronnese nel 2011.
A seguito della suddetta fusione la squadra ha raggiunto i suoi risultati di maggior prestigio, prendendo parte stabilmente alla Serie D, massimo livello dilettantistico del campionato italiano di calcio per oltre dieci anni. Nella stagione 2024-2025 milita in Eccellenza, quinto livello del sistema calcistico italiano.

## Storia
Nel 1932, nel comune allora denominato Caronno Milanese, viene fondata l'Unione Sportiva Caronnese, che presto si affilia alla FIGC. I giocatori degli albori sono quasi tutti originari della cittadina e la società parte dalla Terza Divisione.
Tra il 1943 e il 1944, a seguito di consultazioni tra le rispettive dirigenze, avviene la fusione con la compaesana Pertusellese di Cassina Pertusella, dando al sodalizio la piena rappresentanza del comune di appartenenza (che nel 1940 era stato appunto ribattezzato Caronno Pertusella).
Dopo un primo decennio di attività non sempre regolare, la seconda guerra mondiale comporta un momento di quiescenza che termina nel 1945: nel secondo dopoguerra la Caronnese riparte pertanto dalla Prima Divisione.
Sotto la guida degli allenatori Dossena e Mussi e valendosi di giocatori talentuosi quali Migliavacca, Lattuada e Robbiati, la squadra si stabilizza nel suddetto campionato; negli anni 1950, sotto la presidenza di Giuseppe Cattaneo, la Caronnese evolve la propria forma amministrativa da associazione a società di capitali, cofinanziata da una decina di soci.
Nell'annata 1959-1960 la società passa sotto il controllo di un "triumvirato" composto dal presidente Gianangelo Donzelli, dal vicepresidente Allara e dal direttore sportivo Paleardi, che riescono ad elevare il livello della squadra fino a raggiungere la Promozione. Anche il settore giovanile cresce, lanciando alcuni giocatori poi destinati a carriere professionistiche.
Negli anni 1970 i rossoblù raggiungono l'Eccellenza; di lì a poco si esaurisce la gestione Donzelli-Allara-Paleardi e la società inizia a passare più volte di mano: in questo periodo vi giocano nomi quali Marco Zaffaroni e Achille Mazzoleni.
Con l'avvento degli anni 1980 la Caronnese entra in crisi e nel 1982 retrocede in Prima Categoria. Dopo tale infausto risultato, la presidenza passa a Daniele Calzolari, che ricostruisce la rosa: i frutti si vedono da subito e i rossoblù vincono il loro girone con cinque giornate d'anticipo sulla fine della regular season.
Nel 1987 diviene presidente Aurelio Paolillo, che cerca di consolidare la squadra anche mediante il rapporto con la tifoseria, a beneficio della quale viene editato il periodico monografico Calcio Caronno. Coadiuvato dal competente segretario Bruno 
Basilico, Paolillo provvede altresì a rafforzare il settore giovanile e costruisce rose competitive: sotto la guida dei tecnici Pavesi, Robbiati e Murgia i rossoblù risalgono in Eccellenza.
Nel 1993 la massima carica sociale passa a Gianvito Giannelli, che consolida ulteriormente il ruolo della Caronnese quale squadra di punta dell'Eccellenza lombarda nord-occidentale: i rossoblù occupano stabilmente le prime posizioni e in più occasioni si propongono per l'ascesa in Serie D, senza però mai finalizzarla. All'alba della stagione 1996-1997 la società ha a libro paga un totale di 400 persone e vanta un organigramma assai articolato per gli standard di un club dilettantistico.
Nel 1997 la presidenza di Francesco Sozzi coincide con un'annata altalenante per la Caronnese, che infine chiude al decimo posto il proprio girone d'Eccellenza; già un anno dopo al vertice subentra Carlo Restelli. Nella stagione 2002-2003 arriva però la retrocessione in Promozione; l'anno seguente la risalita in Eccellenza sfuma ai playoff, mentre nel 2004-2005 nulla impedisce ai rossoblù (corroborati dal deciso apporto dello sponsor ILLVA Saronno, il cui titolare Augusto Reina - membro del consiglio direttivo dagli anni 1990 - assume la presidenza del sodalizio) di vincere il proprio girone e riaccedere alla massima divisione regionale. Da lì al 2009 seguono alcune stagioni interlocutorie, nelle quali la Caronnese (divenuta intanto associazione sportiva dilettantistica), forte di organici d'alto livello, si stabilizza in Eccellenza, ma non riesce a conseguire l'obiettivo della Serie D.
Quest'ultimo non verrà poi conquistato sul campo: nell'estate 2009 giunge infatti a compimento il percorso di avvicinamento col Gruppo Sportivo Salus et Virtus Turate (fondato nel 1927 e basato nel vicino comune comense), dal 2006 militante con buoni risultati in Serie D. La Caronnese viene quindi incorporata nel sodalizio turatese, dando luogo alla Società Calcistica Insubria CaronneseTurate, sempre connotata dal colore rossoblù e sempre basata a Caronno Pertusella; la sede legale e la matricola FIGC vengono invece tenute a Turate. A garantire una solida base economica al progetto sono sempre la famiglia Reina e l'ILLVA Saronno. La stagione d'esordio sotto il nuovo assetto societario vede la squadra rossoblù (guidata inizialmente da Walter Viganò, poi sostituito da Fabrizio Cesana) sfiorare i play off del proprio girone.
La fusione termina però già nell'estate del 2010, allorché la componente di Turate fuoriesce dal progetto rifondando la Salus et Virtus, che riparte dalla Terza Categoria. La società semplifica pertanto il proprio nome in Società Calcistica Insubria Caronnese, riducendolo ulteriormente a Società Calcistica Caronnese nel 2011.
In vista della stagione 2010-2011 la panchina è affidata a Tiziano Zorzetto, al quale a dicembre subentra Corrado Cotta: la società si rende inoltre protagonista di un calciomercato di alto profilo, portando tra l'altro in rossoblù Arturo Di Napoli (che a Caronno chiude la propria carriera agonistica) e Carlo Trezzi. La Caronnese si propone pertanto quale squadra di vertice, arrivando finanche a condurre la classifica del proprio girone: a fine campionato arriva la prima qualificazione ai play-off.
I buoni risultati valgono al tecnico Cotta la conferma anche per il 2011-2012, annata nella quale la Caronnese non riesce però a bissare quanto fatto precedentemente, mancando l'accesso ai play-off; Cotta resterà poi in carica anche per il primo scorcio della stagione 2012-2013, finché nel mese di febbraio un ciclo di risultati negativi gli costa l'esonero in favore di Ernestino Ramella: anche in questo caso i rossoblù vanno però a mancare l'accesso agli spareggi di ripescaggio.
Nella stagione 2013-2014 la guida tecnica passa a Marco Zaffaroni e la rosa viene riallestita con molti giovani e alcuni giocatori d'esperienza (nello specifico Simone Moretti, Stefano Baldan, Roberto Rudi e Luca Guidetti): la Caronnese chiude il proprio girone al quarto posto e centra quindi i play-off.
Sempre Zaffaroni è alla testa dei rossoblù per i bienni 2014-2015 (guidandoli al quinto posto finale e al record societario di punti per quanto concerne la Serie D) e 2015-2016, in quella che si rivela la stagione più vincente nella storia del club: ulteriormente rafforzati, i giocatori di Caronno conducono infatti lungamente la classifica del proprio girone, ma nelle ultime giornate vengono raggiunti e superati dallo Sporting Bellinzago. La Caronnese poi vince per la prima volta i play-off post-stagionali, ma (pur essendo la prima ad averne diritto) rifiuta la possibilità di richiedere il ripescaggio in Serie C, non ritenendo ancora maturi i tempi per l'ingresso nel professionismo.
Nelle stagioni 2016-2017, 2017-2018 e 2018-2019, guidati dai tecnici Marco Gaburro, Aldo Monza e Achille Mazzoleni, i rossoblù centrano nuovamente la zona play-off.
Nel febbraio 2020 viene a mancare il patròn Reina: nell'immediato gli subentra ad interim l'amministratore delegato Roberto Fici e di seguito il già vicepresidente Giuseppe Pirola. Nel 2021 la massima carica passa quindi al genero di Reina, Umberto Gambaro. Nel mentre la squadra, guidata da Roberto Gatti, palesa un rendimento complessivamente inferiore agli anni precedenti, mancando l'accesso ai play-off; nell'estate 2021 il tecnico, dichiaratosi deluso dall'atteggiamento dei giocatori, si dimette.
Dopo un'ulteriore annata trascorsa nella medio-alta classifica, nella stagione 2022-23 la Caronnese entra in crisi e si ritrova presto a fondo graduatoria: i cambi in panchina non evitano ai rossoblù l'ultimo posto nel girone B della Serie D e la conseguente retrocessione in Eccellenza.
Nell'estate 2023 Costanza Reina (figlia ed erede del fu Augusto) cede la maggioranza azionaria del club alla U&T for sport srl di Egidio Terenziani.

## Colori e simboli

### Colori
I colori sociali della Caronnese sono il rosso e il blu, mutuati dallo stemma e dal gonfalone del comune di Caronno Pertusella.
Nei primi anni di esistenza la squadra vestiva maglie rosse abbinate a calzoncini blu, oppure divise partite nelle due tinte; nella seconda metà del XX secolo è altresì attestato l'uso di casacche blu con maniche Raglan rosse. Col terzo millennio s'è invece imposto l'utilizzo di template palati.
Nel solo anno a seguito dell'effimera fusione col Turate, la squadra adottò una maglia tripartita verticalmente nei colori rosso, celeste e blu, onde fondere le tinte istituzionali delle due "anime" societarie.
Le maglie esterne tendono invece a usare soluzioni monocrome in bianco, eventualmente con finiture nei colori sociali.

### Simboli ufficiali

#### Stemma
Lo stemma storico della Caronnese era uno scudetto partito di rosso e blu, recante in capo la ragione sociale e in punta l'anno di fondazione. È altresì attestato l'uso di un diverso simbolo, ove la denominazione sociale era inscritta direttamente nello scudo rossoblù, al centro del quale campeggiava il disegno di un pallone da calcio.
La fusione del 2009 portò in dote un nuovo simbolo: un ancile bordato di blu, partito inferiormente da un lato nei due colori sociali della Caronnese (rosso e blu), dall'altro nel simbolo della Salus et Virtus Turate (croce azzurra su fondo bianco e palatura bianco-azzurra); in capo compariva la nuova ragione sociale a lettere stampatelle azzurre su fondo bianco, mentre in basso campeggiava l'anno di fondazione del Turate.
Sebbene dal 2011 il Turate si sia ricostituito in club autonomo, lo stemma è stato sì semplificato mantenendo la sola partitura rosso-blu e ripristinando la denominazione sociale storica, ma in calce all'ancile continua a comparire l'anno di fondazione della Salus et Virtus (1927) in luogo di quello dell'originaria Caronnese (1932).
Dal 2009 al 2021 la società non ha previsto l'applicazione del proprio stemma sulle divise sociali, sulle quali appariva invece la ragione sociale sotto forma di semplice testo.

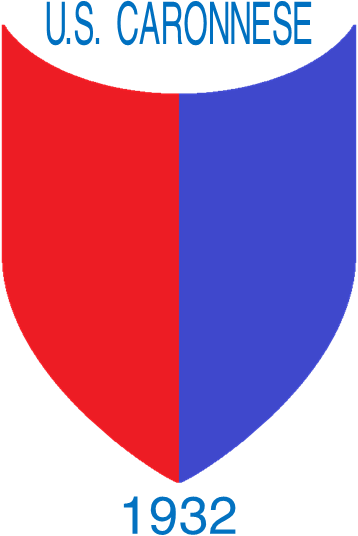
Stemma storico
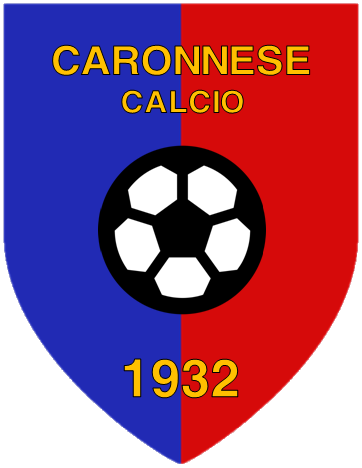
Versione alternativa
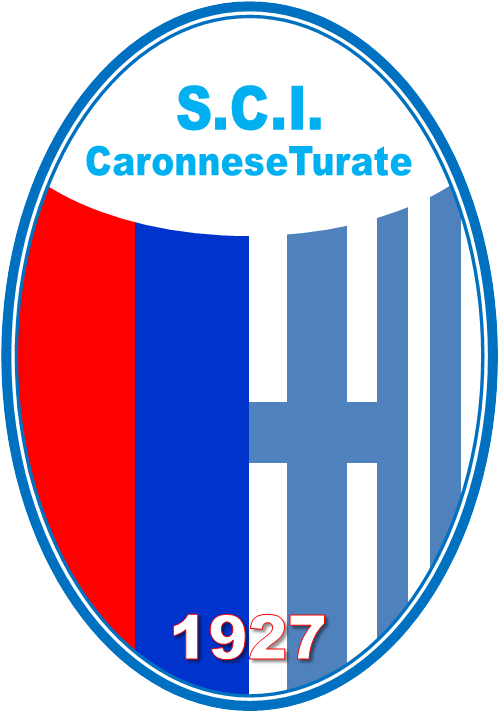
Logo della stagione 2009-2010
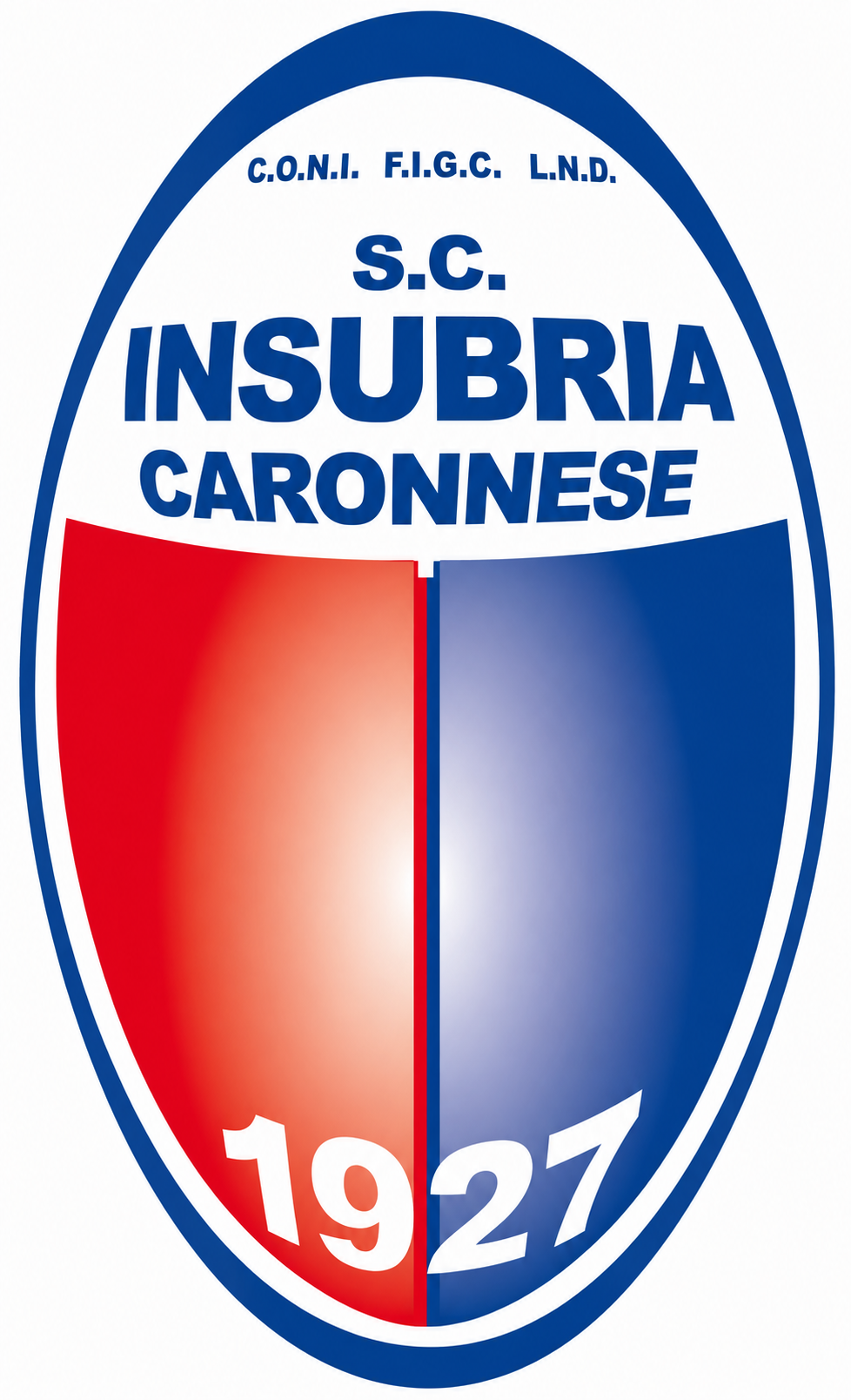
Logo della stagione 2010-2011
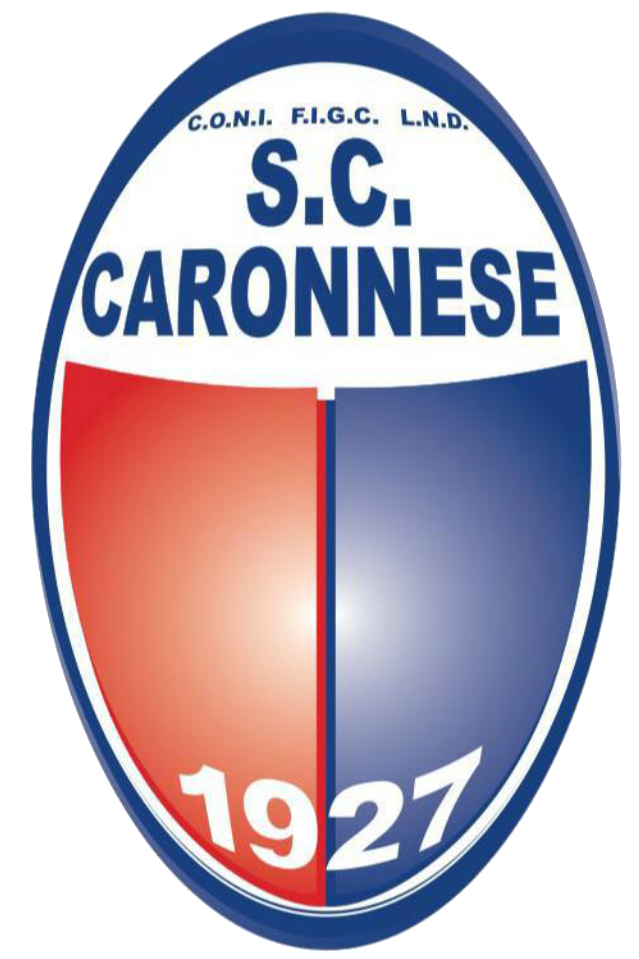
Logo dal 2011

## Strutture

### Stadio
Sede delle gare interne della prima squadra è lo stadio comunale di corso della Vittoria a Caronno Pertusella, struttura ad uso precipuamente calcistico capace di circa 1000 posti a sedere ripartiti in due tribune (la maggiore a ovest, dotata di copertura e ospitante anche i locali tecnici, la minore a est, costruita in ferrotubi). L'ascesa dei rossoblù in Serie D ha dato il via a un progressivo ammodernamento e potenziamento della struttura: in particolare dal 2018 lo stadio dispone di un terreno da gioco in erba sintetica, per consentire l'installazione del quale la Caronnese ha disputato le prime gare interne della stagione 2018-2019 allo stadio Rigamonti-Ceppi di Lecco.

### Centro di allenamento
Le selezioni societarie svolgono la preparazione presso il suddetto stadio comunale (che dispone altresì di due campi accessori per il calcio a 5) e presso il campo sportivo di via Capo Sile a Caronno Pertusella, che dispone di un terreno regolamentare in erba naturale e uno minore in terra battuta; nelle pertinenze sorgono altresì la palestra e la piscina comunale. In via Capo Sile ha inoltre sede il settore giovanile rossoblù.

## Società

### Organigramma societario
Organigramma in carica al 26 luglio 2024:
- Egidio Terenziani- presidente
- Riccardo Gioia - vicepresidente
- Giuseppe Pirola - vicepresidente
- Emiliano Nitti - direttore sportivo e generale
- Alessandro Matteo - socio
- Angelo Volontè - socio
- Silvio Fierro - socio e resp. controllo gestione
- Fabrizio Volontè - direttore marketing
- Michela Salerno - direttrice academy e membro CDA
- Lino Bonsignori - segretario prima squadra
- Vincenzo Mangone - segreteria giovanili e affari generali
- Antonio Frassanito - coordinatore giovanili
- Daniela Zamporri - amministrazione
- Fabio Donolato - ufficio stampa prima squadra
- Enrico Gorgoglione - ufficio stampa giovanili
- Paola Emiliani - responsabile sponsor
- Alessandro Ardemagni - responsabile partner e merchandising
- Luca Di Vincenzo - responsabile marketing e progetti speciali

### Sponsor
Di seguito la cronologia dei fornitori tecnici e degli sponsor ufficiali della Caronnese.
| Cronologia degli sponsor tecnici - 1932-2009 ... - 2008-2009 Hummel - 2009-2018 Erreà - 2018-2021 Macron - 2021-2024 Primato - 2024- Mizuno |

### Settore giovanile
Il settore giovanile della Caronnese si è affermato nei decenni tra i più efficienti e strutturati della Lombardia.
Già negli anni 1950 le giovanili rossoblù sono in grado di fornire giocatori alla prima squadra e di produrne alcuni destinati a carriere di prestigio: attorno agli anni 1980 il vivaio di Caronno Pertusella "lancia" nomi quali Marco Zaffaroni e Achille Mazzoleni.
La spinta decisiva alla crescita del settore giovanile rossoblù arriva però nell'ultimo decennio del XX secolo a opera dei presidenti Calzolari, Paolillo e Giannelli, che portano a sette le squadre gestite (Juniores Regionali, Allievi Regionali, Giovanissimi Regionali e Provinciali, Esordienti, Pulcini A e B): nell’annata 1996-1997 la Juniores Regionale, sotto la guida del tecnico Marco Bergamaschi, vince il campionato lombardo. Un anno dopo a distinguersi sono i Giovanissimi Regionali e ancora la Juniores Regionale, che arriva fino alla finale nazionale allo stadio Olindo Galli di Tivoli (poi persa contro i pari età della Cariatese). Nel biennio 1998-1999 sempre la Juniores, ora guidata da Alberto Croci, vince il campionato regionale.
Nella stagione 1999-2000 viene stretto un rapporto di collaborazione con il Como e viene costituita la scuola calcio, destinata alle attività di base per i più piccoli. In quell'anno la Juniores Regionale vince ancora il suo campionato, affermandosi anche nel torneo regionale di categoria InterCIL; analogamente i Pulcini 1992 vincono il torneo di competenza. La stagione 2001-2002 vede gli Allievi e ancora i Pulcini 1992 vincenti nei rispettivi campionati.
Nel 2002-2003 il vivaio rossoblù viene affidato a Emilio Legnani, che riorganizza le squadre aumentandone la consistenza numerica: a primeggiare sono ancora una volta Juniores Regionali e Pulcini 92. La stagione 2003-2004 ha per protagonisti i Giovanissimi Provinciali, vincitori del loro campionato. Sugli scudi nel 2004-2005 sono invece i Pulcini 1996, che vincono la divisione di competenza, mentre il 2005-2006 premia con il primo posto in classifica i Giovanissimi 1991 e gli Esordienti 1993.
Nel 2009 la fusione col Turate porta nuova linfa al vivaio: nei primi due anni di attività gli Allievi 1994 dell'Insubria CaronneseTurate/Insubria Caronnese vincono il campionato regionale.
Nella stagione 2011-2012 sono gli Allievi 1996 e i Giovanissimi 1998 vincere i rispettivi campionati; questi ultimi poi bissano il risultato nella stagione 2012-2013.
Una tripletta di successi segna la stagione 2013-2014: vincono i rispettivi gironi la Juniores Nazionale, gli Allievi 1998 Provinciali e i Giovanissimi 2000 Provinciali.
Nell’annata 2014-2015 a vincere i campionati sono gli Allievi B e i Giovanissimi 2000.
Nella stagione 2017-2018 gli Allievi Regionali A arrivano tra le prime sei formazioni a livello italiano.

## Allenatori e presidenti
Di seguito la cronologia di allenatori e presidenti della Caronnese.
| Allenatori - 1932-? ... - ?-? Dossena - ?-? Mussi - ?-? Mariani - ?-? Cortellezzi - ?-? Cesati - ?-? Banfi - ?-? Riccardi - ?-? Mariotti - ?-? Mondini - ?-1988 Pavesi - 1988-1989 Robbiati - 1989-1993 Murgia - 1993-1995 Ernesto Sommaruga - 1995-1997 Ferdinando Meroni - 1997-1998 Domenico Zilio - 1998 Ernesto Sommaruga - 1998-1999 Novara - 1999-2004 Alberto Croci - 2004-2005 Massimo Enfi - 2005-2006 Attilio Papis - 2006-2008 Giovanni Cusatis - 2008-2009 Domenico Zilio - 2009 Giuliano Melosi - 2009 Walter Viganò - 2009 Gino Cervai - 2009-2010 Fabrizio Cesana - 2010 Tiziano Zorzetto - 2010-2013 Corrado Cotta - 2013 Ernestino Ramella - 2013-2016 Marco Zaffaroni - 2016-2017 Marco Gaburro - 2017-2018 Aldo Monza - 2018-2019 Achille Mazzoleni - 2019-2021 Roberto Gatti - 2021-2022 Manuel Scalise - 2022-2023 Simone Moretti - 2023 Antonio Palo - 2023- Simone Moretti | Presidenti - 1932-1957 ... - 1957-1959 Giuseppe Cattaneo - 1959-1974 Gianangelo Donzelli - 1974-1976 Carlo Restelli - 1976-1978 Marazzi - 1978-1972 Ferrario - 1982-1987 Daniele Calzolari - 1987-1992 Aurelio Paolillo - 1993-1997 Gianvito Giannelli - 1997-1998 Francesco Sozzi - 1998-2003 Carlo Restelli - 2003-2020 Augusto Reina - 2020 Roberto Fici (amministratore delegato) - 2020-2021 Giuseppe Pirola - 2021- Umberto Gambaro |

## Calciatori

### Capitani
- ... (1932-2009)
- Giacomo Curioni[3] (2009-2011)
- Federico Corno[21] (2011-)

## Palmarès

### Competizioni regionali
- Prima Categoria: 4

1965-1966 (girone C), 1966-1967 (girone C), 1974-1975, 1983-1984
- Prima Divisione: 3

1952-1953, 1954-1955, 1958-1959

## Statistiche e record

### Partecipazione ai campionati
Campionati su base nazionale e interregionale
| Livello | Categoria | Partecipazioni | Debutto   | Ultima stagione | Totale |
| ------- | --------- | -------------- | --------- | --------------- | ------ |
| 4º      | Serie D   | 9              | 2014-2015 | 2022-2023       | 9      |
| 5º      | Serie D   | 5              | 2009-2010 | 2013-2014       | 5      |

Campionati su base regionale e provinciale
| Livello | Categoria             | Partecipazioni | Debutto   | Ultima stagione | Totale |
| ------- | --------------------- | -------------- | --------- | --------------- | ------ |
| 5º      | Prima Divisione       | 3              | 1945-1946 | 1947-1948       | 3      |
| 5º      | Terza Divisione       | 3±             | 1932-1933 | 1934-1935 (?)   | 19±    |
| 5º      | Prima Divisione       | 4              | 1948-1949 | 1951-1952       | 19±    |
| 5º      | Promozione            | 3              | 1953-1954 | 1956-1957       | 19±    |
| 5º      | Campionato Dilettanti | 1              | 1957-1958 | 1957-1958       | 19±    |
| 5º      | Prima Categoria       | 8              | 1959-1960 | 1966-1967       | 19±    |
| 6º      | Prima Divisione       | 3              | 1952-1953 | 1958-1959       | 26     |
| 6º      | Promozione            | 7              | 1984-1985 | 1990-1991       | 26     |
| 6º      | Eccellenza            | 16             | 1991-1992 | 2008-2009       | 26     |

### Partecipazione alle coppe
| Competizione         | Partecipazioni | Debutto   | Ultima stagione | Totale |
| -------------------- | -------------- | --------- | --------------- | ------ |
| Coppa Italia         | 1              | 2016-2017 | 2016-2017       | 1      |
| Coppa Italia Serie D | 11             | 2009-2010 | 2019-2020       | 11     |

### Statistiche individuali
Aggiornate al 10 gennaio 2019.
| Record di presenze - 140 Federico Corno (2008-) | Record di reti - 66 Federico Corno (2008-) |

## Tifoseria
Data la parabola storica della Caronnese (dipanatasi unicamente nelle divisioni amatoriali del calcio italiano) e la vicinanza della sede con quelle di varie altre squadre di longeva e prestigiosa tradizione sportiva, il seguito di tifosi dei rossoblù è estremamente geolocalizzato sul comune di appartenenza. Le presenze di pubblico alle partite interne raggiungono di rado il migliaio di unità, mentre in trasferta contingenti significativi (ovvero nell’ordine di alcune decine di partecipanti) si registrano solo sulle corte distanze e/o laddove i caronnesi si sono trovati a competere per obiettivi importanti.
Sebbene la società si sia negli anni impegnata nel tentativo di allargare la base dei propri tifosi e di costruire uno "zoccolo duro" a carattere associativo (è infatti piuttosto frequente la presenza tra il pubblico di striscioni con sigle quali Ultras, Fedelissimi o Leoni Rossoblù), alla Caronnese non è riconducibile alcun movimento di tifoseria organizzata, né è possibile ravvisare rapporti di amicizia o rivalità.